# Thaddäus Ignatius Wiskotschill

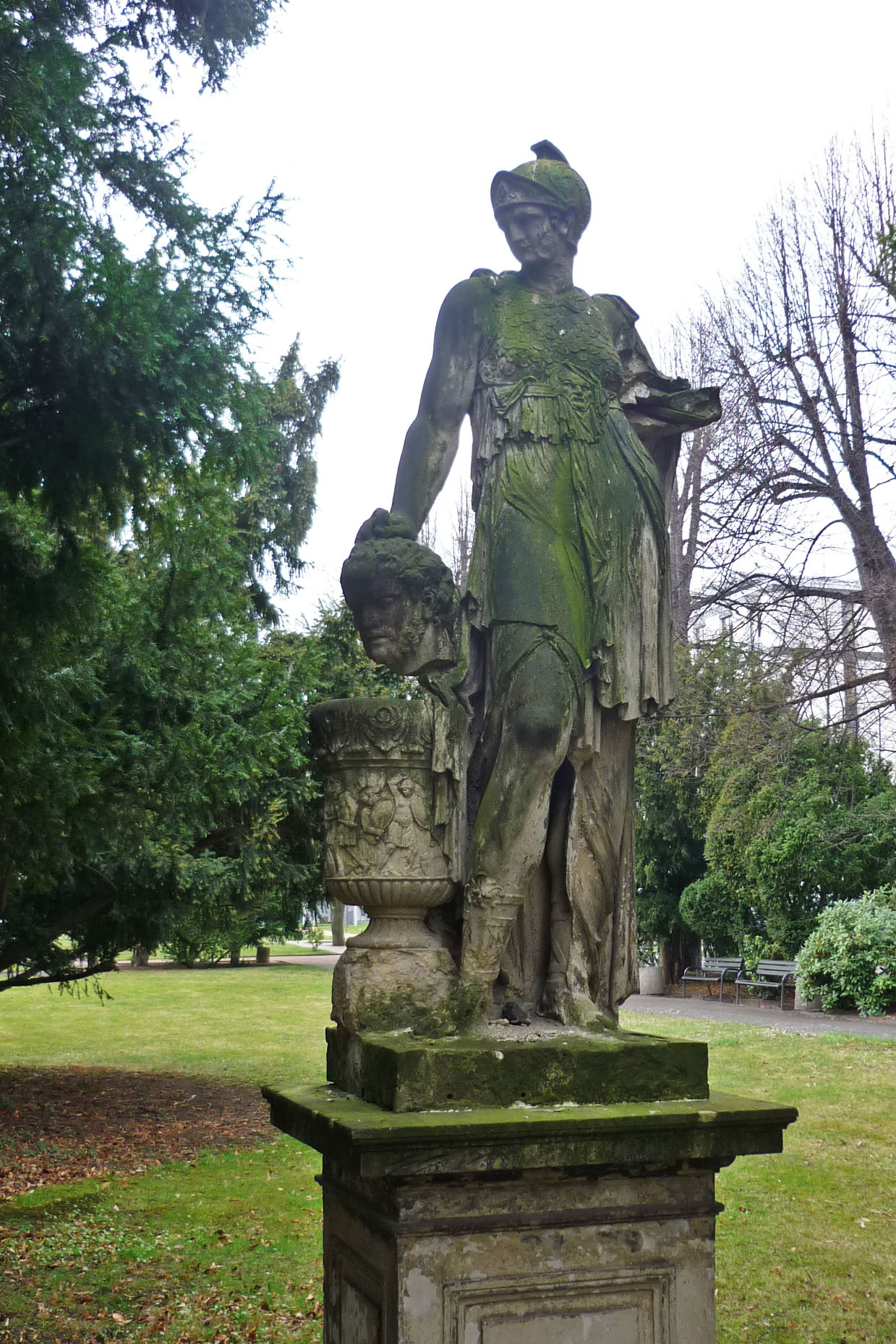
Statue der Skythenkönigin Tomyris mit dem Kopf des Perserkönig Kyros II. im Krankenhauspark Friedrichstadt (Dresden)

Thaddäus Ignatius Wiskotschill (* 1753 in Prag; † 21. Januar 1795 in Dresden), auch Wiskotschil oder Wiskotzil, tschechisch Tadeáš Ignác Vyskočil, war ein in Dresden wirkender Bildhauer.

## Leben
Wiskotschill wurde 1753 in Prag geboren. Nachdem der Vater, ein Bildhauer, gestorben war, ging Wiskotschill auf Wanderschaft und kam 1772 in die kursächsische Residenzstadt.
Er fertigte die Figurengruppen am Palais der Sekundogenitur im Blüherpark. Ab 1774 schuf er gemeinsam mit Johann Baptist Dorsch den plastischen Schmuck am Palais Brühl-Marcolini, unter anderem die Laternen und Gartenfiguren. Diese wurde nach dem Umbau des Palais in der Bürgerwiese aufgestellt und teilweise bei der Zerstörung Dresdens im Zweiten Weltkrieg beschädigt.
Der sächsische Minister Detlev Carl von Einsiedel ließ Wiskotschill ab 1775 in Lauchhammer Versuche im Eisenguss durchführen. Ihm gelang es 1784 zusammen mit Joseph Mattersberger, eine in Wachs ausgegossene antike Figur einer Bacchantin in Eisen zu gießen. Anschließend kehrte er nach Dresden zurück und studierte zunächst die Antikensammlung.
Ebenfalls gemeinsam mit Dorsch ergänzte Wiskotschill von 1785 bis 1787 den Skulpturenschmuck (unter anderem die Satyrnfiguren) im Dresdner Zwinger; diese wurden 1979 nach dem Wiederaufbau des Zwingers auf die Hauptstraße versetzt. Um 1785 entstand auch eine Vase, die noch heute im Schlosspark Pillnitz steht. Im Jahr 1789 wurde Wiskotschill nach dem Tode Dorschs Dresdner Hofbildhauer.
Wiskotschill verstarb am 21. Januar 1795 und wurde auf dem Alten Katholischen Friedhof beerdigt. Sein Grab ist nicht erhalten.